# Wadotes
Wadotes là một chi nhện trong họ Agelenidae.